# Agrotis atha
Agrotis atha är en fjärilsart som beskrevs av John Kern Strecker 1898. Agrotis atha ingår i släktet Agrotis och familjen nattflyn. Inga underarter finns listade i Catalogue of Life.